# Porter Airlines
Porter Airlines — канадская региональная авиакомпания со штаб-квартирой в городе Торонто (провинция Онтарио), выполняющая регулярные пассажирские перевозки между Торонто и городами Канады и Соединённых Штатов Америки. Аэропортом базирования авиакомпании и её главным транзитным узлом (хабом) является Аэропорт Торонто-Сити имени Билли Бишопа.
Регулярные рейсы компании из аэропорта Билли Бишоп были запущены в 2006 году после ряда крупных скандалов. В 2003 году руководство порта свернуло проект строительства наземного моста до острова Торонто, на котором размещается сам аэропорт, что привело к большим разногласиям между региональными и местными авиаперевозчиками и муниципалитетом города Торонто, при этом некоторые из них завершились судебными исками к властям. В 2005 году руководство Porter Airlines выкупило пассажирский терминал аэропорта Билли Бишоп и выселило оттуда своего главного конкурента — региональную авиакомпанию Air Canada Jazz.
По состоянию на конец 2009 года против монопольной политики Porter Airlines продолжают выступать мэр Торонто, некоторые советы городского муниципалитета, организации местных самоуправлений и жители близлежащий районов. Несмотря на все противодействия Porter Airlines расширяет свою деятельность, добавляя в свою маршрутную сеть перевозок новые регулярные рейсы и наращивая свой воздушный флот. В марте 2010 года авиакомпания открыла новое здание пассажирского терминала в аэропорту Торонто-Сити имени Билли Бишопа.

## Структура управления
Авиакомпания Porter Airlines вместе с компанией Porter FBO Limited, осуществляющей наземное техническое обслуживание воздушных судов и сервисное обслуживание пассажиров в аэропорту Торонто-Сити имени Билли Бишопа, и корпорацией City Centre Terminal Corp принадлежит авиационному холдингу Porter Aviation Holdings (PAHL), который был создан в 1999 году и известен под прежним названием REGCO Holdings.
Авиационный холдинг PAHL контролируется бизнесменами:
- Робертом Делюсом (брат которого, Питер Делюс, возглавлял другую региональную авиакомпанию Канады Canada 3000 вплоть до её закрытия в конце 2001 года) и
- Ларри Танненбаумом, который является совладельцем спортивной корпорации Maple Leaf Sports & Entertainment.

### Руководство авиакомпании
- Роберт Дж. Делюс — президент и генеральный директор авиакомпании Porter Airlines и холдинга Porter Aviation Holdings Inc. В прошлом работал в должности исполнительного директора авиакомпании Air Ontario;
- Дональд Дж. Кэрти — председатель совета директоров авиакомпании, бывший главный исполнительный директор магистральной авиакомпании США American Airlines. По совместительству Кэрти является вице-председателем совета директоров и финансовым директором корпорации Dell.

### Инвесторы
Первоначальный капитал Porter Airlines составлял 125 миллионов канадских долларов, основными долями в данном капитале принадлежали двумя компаниям:
- EdgeStone Capital Partners;
- Borealis Infrastructure — инвестиционное подразделение Пенсионной системы муниципальных служащих провинции Онтарио (OMERS).

По состоянию на осень 2009 года основными инвесторами Porter Airlines помимо перечисленных выше являются ещё две финансовые группы — GE Asset Management Incorporated и Dancap Private Equity Inc.

## Общая информация

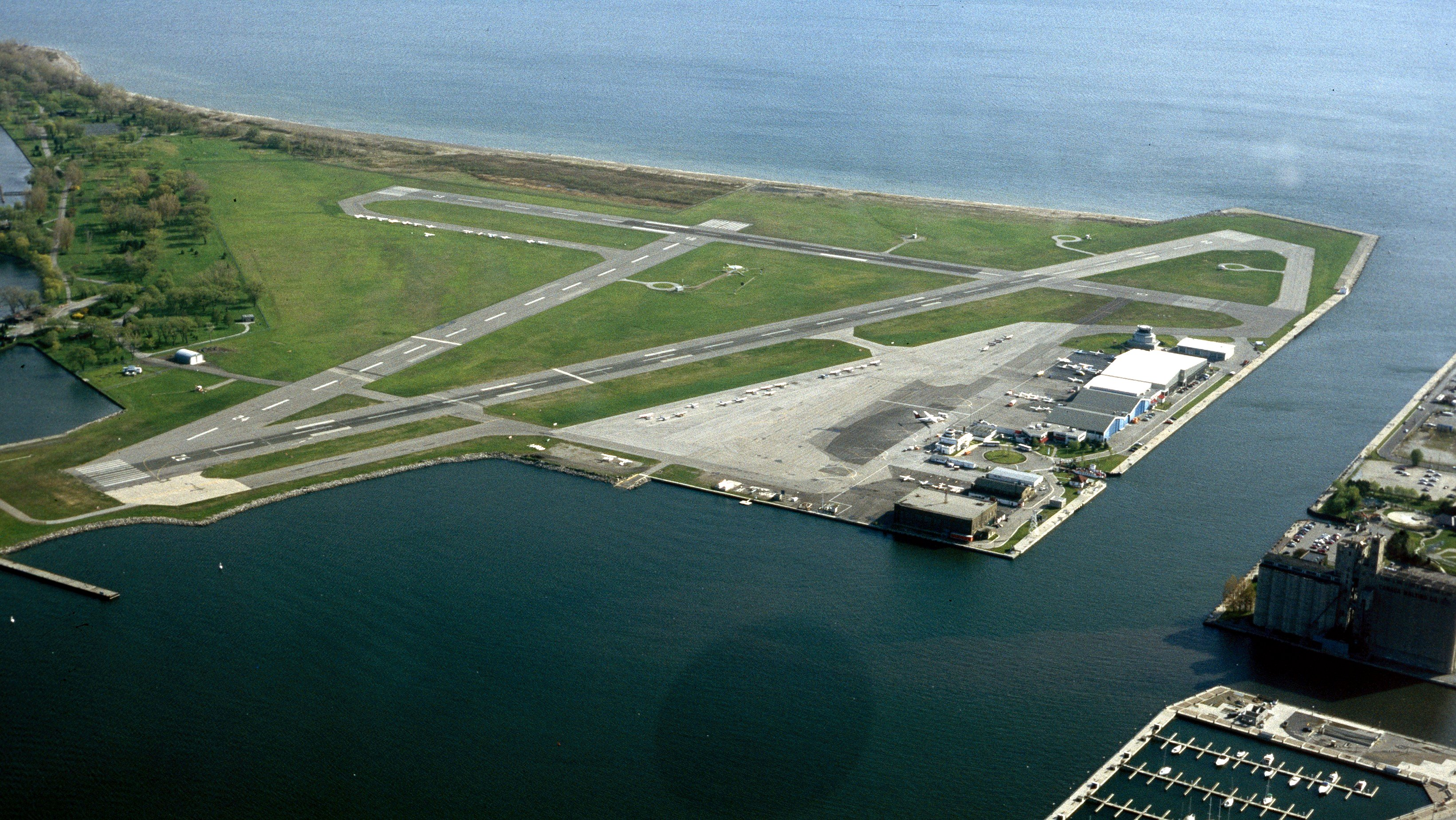
Аэропорт Торонто-Сити имени Билли Бишопа

В 2005 году авиационный холдинг REGCO Holdings приобрёл в собственность Аэропорт Торонто-Сити имени Билли Бишопа путём полного выкупа акций управляющей компании City Centre Aviation Ltd. В числе прочей приобретённой инфраструктуры холдинг получил места в пассажирском терминале, эксплуатировавшиеся главным конкурентом Porter Airlines — региональной авиакомпанией Air Canada Jazz, которая выполняла ежедневные регулярные рейсы из Торонто в Оттаву. 15 февраля 2006 года магистральный перевозчик страны Air Canada объявил о прекращении со стороны аэропорта договора на операционное обслуживание своего регионального партнёра Air Canada Jazz и 27 февраля того же года холдинг REGCO фактически выставил регионала за дверь аэропортового комплекса. Air Canada подала иск в судебные инстанции, однако в силу ряда причин Высший суд провинции Онтарио рассмотрел дело не в пользу магистрального перевозчика.
Холдингу REGCO полностью принадлежит управляющая компания City Centre Aviation (в настоящее время известная под названием Porter FBO), занимающаяся всеми видами технического и сервисного обслуживания воздушных судов и пассажирского трафика в аэропорту Торонто-Сити имени Билли Бишопа. В течение нескольких месяцев 2006 года данная компания проводила работы по переоборудованию здания пассажирского терминала аэропорта под рейсы авиакомпании Porter Airlines, которая в свою очередь открыла регулярные перевозки из аэропорта в октябре 2006 года. В современном периоде Porter FBO ведёт полное обслуживание терминального комплекса, включая топливную заправку воздушных судов.
В 2009 году было сформировано новое дочернее подразделение холдинга City Centre Terminal Corp., основной задачей которого стало управление инфраструктурой нового здания пассажирского терминала аэропорта Билли Бишоп. По сообщению руководства холдинговой группы суммарный бюджет строительства второго терминала составляет 50 миллионов канадских долларов. Первая очередь терминала была сдана в эксплуатацию 7 марта 2010 года, полностью работы по реализации строительного проекта должны быть завершены в начале 2011 года. После ввода в эксплуатацию здание второго терминала будет иметь 10 выходов на посадку (гейтов), две комнаты отдыха пассажиров, зоны регистрации билетов и проверки безопасности, магазин беспошлинной торговли и ряд кафе и ресторанов. Холдинг также заинтересован в размещении в аэропорту зоны предварительного таможенного досмотра на рейсы в Соединённые Штаты Америки (U.S. border preclearance).
Porter Airlines является частной авиакомпанией, но в силу неопределённых причин не предоставляет информацию о своей финансовой деятельности. Средства массовой информации открыто рассуждают о рентабельности перевозчика и, как правило, делают ставку на её убыточности (что, впрочем, является типичным для частных авиакомпаний в первые годы их работы). Генеральному директору Роберту Делюсу предлагалось разместить в СМИ отчёты о финансовой деятельности перевозчика, однако все предложения подобного рода были отклонены руководством авиахолдинга.
Логотипом авиакомпании является стилизованное изображение енота с надписью «Mr. Porter». Дизайн служебной формы сотрудников компании основан на стандартах моды, характерных для периода 1960-х годов.

## История

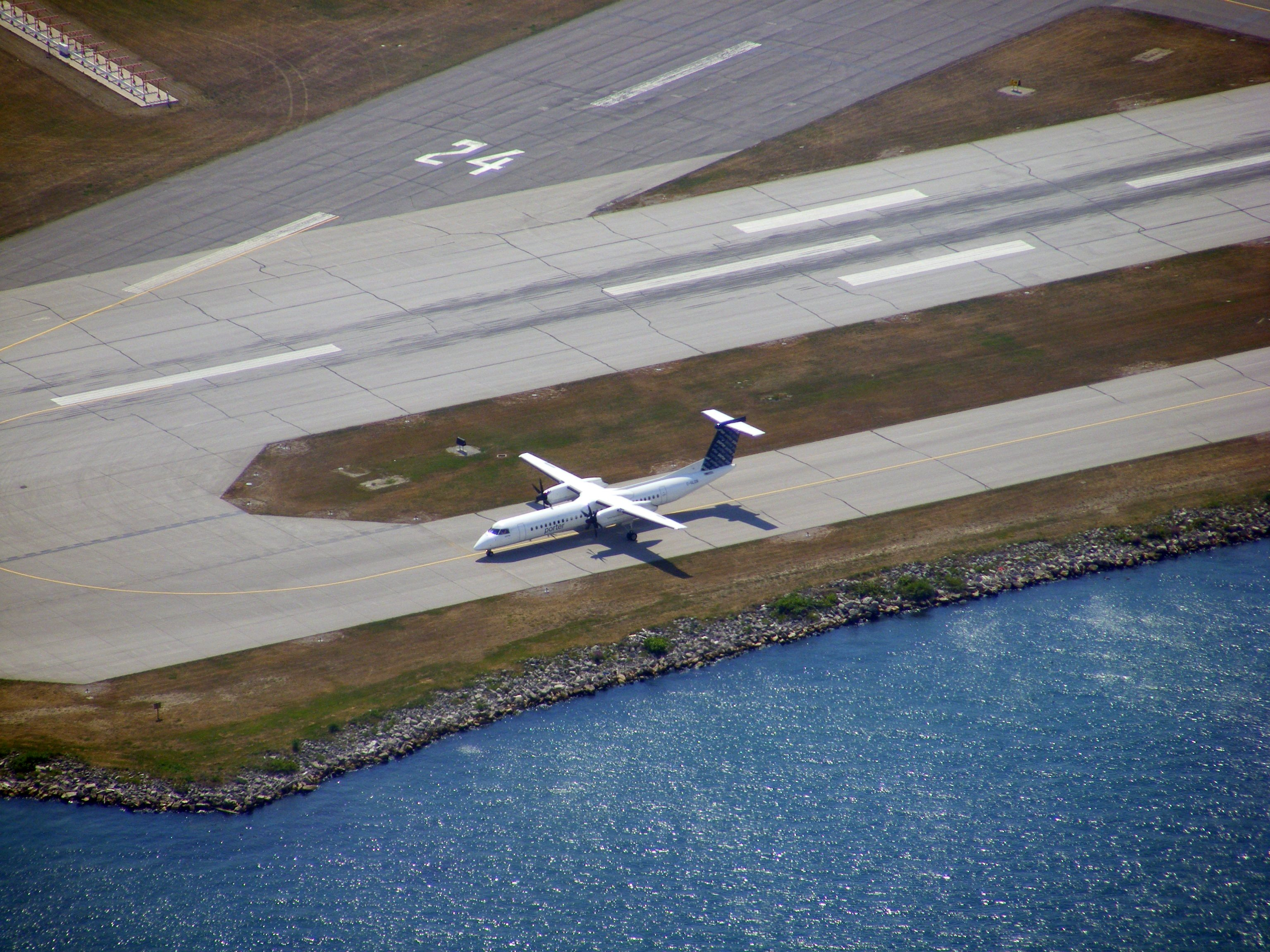
Руление Bombardier Dash-8 авиакомпании в аэропорту Торонто-Сити имени Билли Бишопа

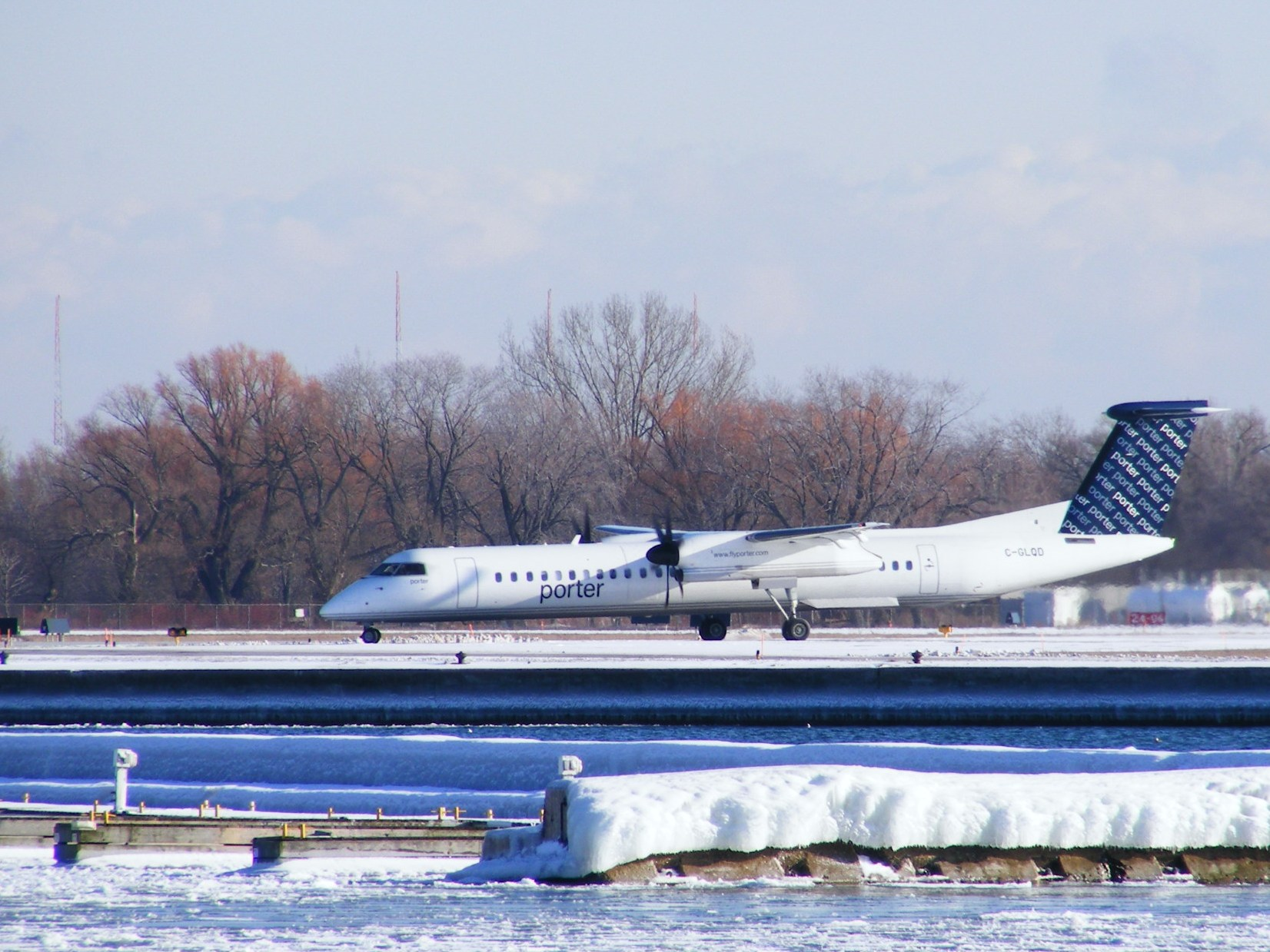
Dash-8-Q400 авиакомпании Porter Airlines в аэропорту Торонто Бишоп

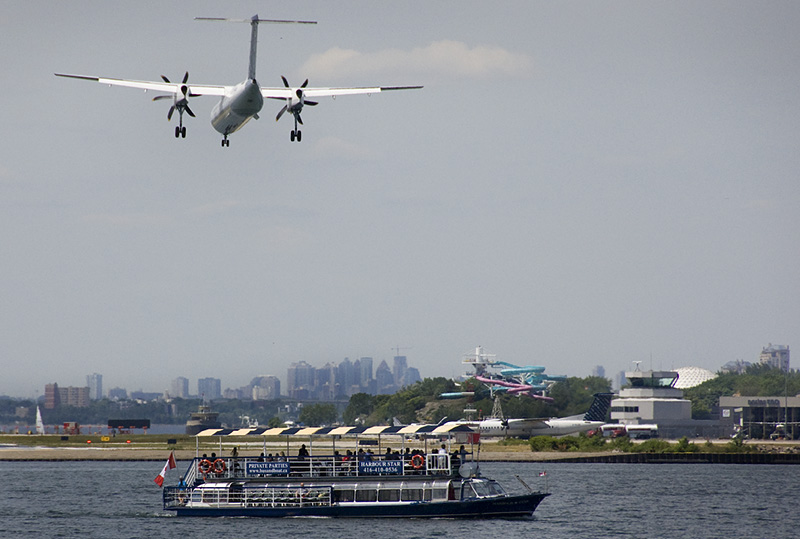
Dash-8-Q400 авиакомпании Porter Airlines в заходе на посадку в аэропорт Торонто Бишоп

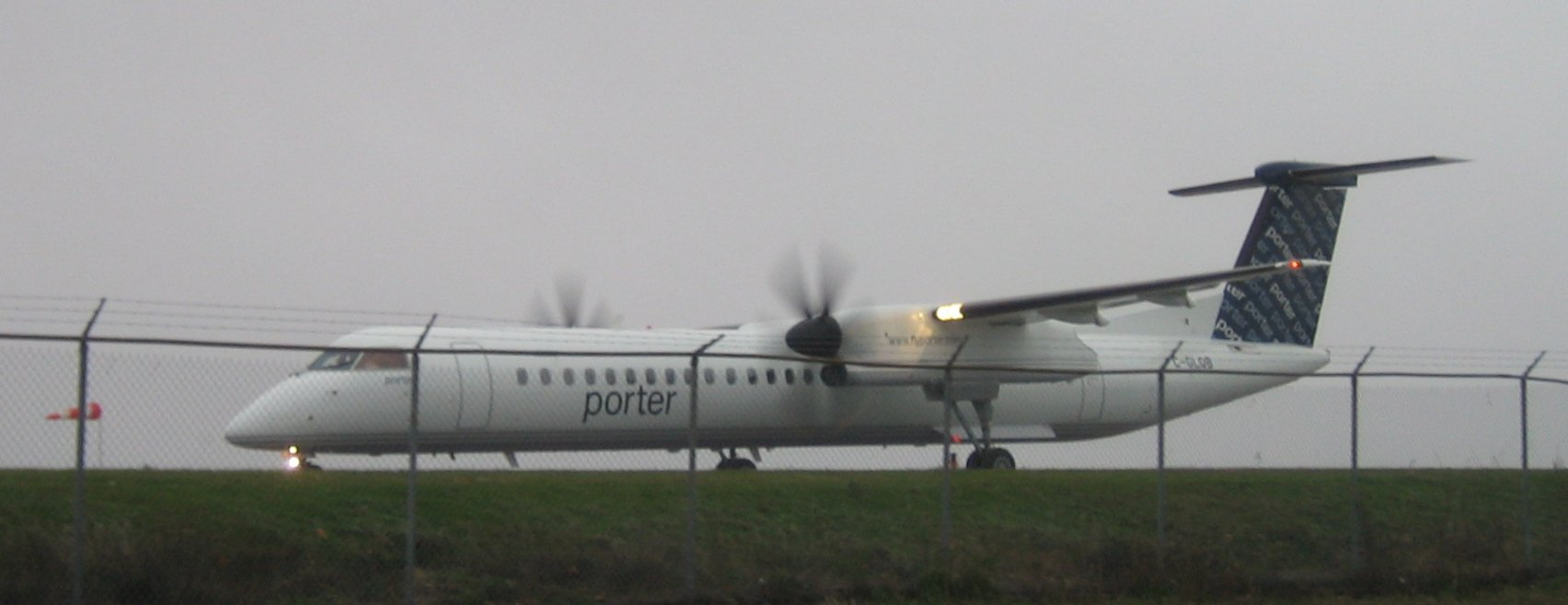
Dash-8 авиакомпании Porter Airlines в международном аэропорту Оттавы, Канада

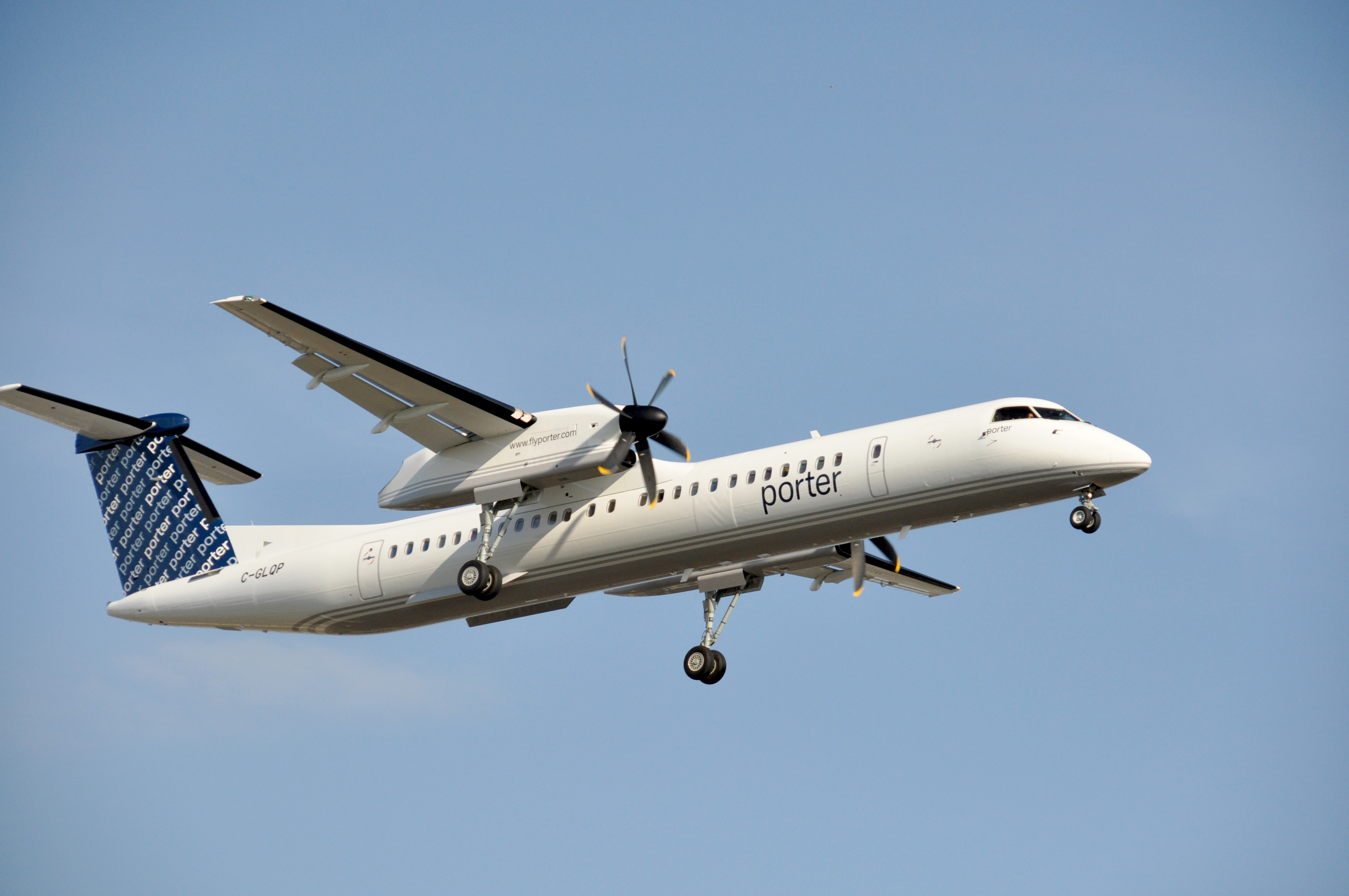
Dash-8 авиакомпании Porter Airlines в заходе на посадку в международном аэропорту Монреаля имени Пьера Эллиота Трюдо

История авиакомпании Porter Airlines изобилует скандальными моментами. В 2002 году Аэропорт Торонто-Сити имени Билли Бишопа, находившийся в ведении Управления портами Торонто (TPA), сработал на отрицательный финансовый результат, составивший около одного миллиона канадских долларов. К этому времени и после банкротства регионального перевозчика City Express регулярные пассажирские рейсы из аэропорта выполняла только одна авиакомпания Air Canada Jazz.
В октябре 2002 года руководство TPA объявило о плане оживления деятельности аэропорта, бюджет которого составлял 35 миллионов долларов. План включал в себя строительство моста стоимостью 15 миллионов долларов и реконструкцию здания пассажирского терминала (20 миллионов долларов), включавшую в числе прочего создание необходимой инфраструктуры для привлечения региональных перевозчиков, в том числе и новую авиакомпанию Porter Airines. С момента своего открытия аэропорт, находящийся на острове Торонто, был доступен только посредством пассажирских паромов, что являлось главным препятствием на пути увеличения объёмов пассажирского трафика и снижения операционных издержек самого аэропорта. План TPA с общим бюджетом в 35 млн долларов был одобрен Советом города Торонто в ноябре 2002 года.
Против планов, нацеленных на расширение аэропорта и увеличение объёмов перевозок, выступили жители соседних районов и общественные объединения, которые в конечном счёте образовали единую общественную организацию Community Air, призванную всяческим образом препятствовать расширению инфраструктуры Аэропорта Билли Бишоп. На муниципальных выборах Торонто 2003 года данная проблема стала основным вопросом всем кандидатам в собрание представителей, при этом Барбара Холл и Тори Джон в ходе предвыборной гонки поддержали план по строительству моста до острова Торонто, а Дэвид Миллер выступил против его строительства. Задача отмены плана TPA была краеугольным камнем предвыборной платформы Миллера, поэтому после его избрания в ноябре 2003 года на пост мэра Торонто новый Совет собрания представителей проголосовал за отмену предыдущего решения Совета, фактически свернув план TPA по возведению моста между основной территорией города и островом Торонто.
Получив решение Совета собрания представителей, генеральный директор Porter Airlines Роберт Делюс подал иск на сумму в 505 миллионов канадских долларов против муниципалитета Торонто, а впоследствии привлёк в качестве соответчика по данному иску и федеральное правительство Канады. После получения частичной компенсации для урегулирования поданного иска (сумма денежной выплаты осталась тайной за семью печатями) от муниципального Совета по управлению портами Торонто авиахолдинг Porter Aviation Holdings выкупил здание аэропорта Билли Бишоп и 31 января 2006 года расторг договор на операционной обслуживание со своим конкурентом — региональной авиакомпанией Air Canada Jazz. Спустя два дня, 2 февраля 2006 года холдинг объявил, что главным перевозчиком аэропорта будет региональная компания Porter Airlines, которая берёт на себя функции обеспечения авиаперевозок по основному коммерческому маршруту Торонто-Оттава и которая будет работать только на региональных турбовинтовых самолётах канадского производства Bombardier Dash-8 Q400. Немалую политическую поддержку холдингу оказал и сам производитель самолётов, устроивший на одном из своих заводов митинг в поддержку планов Porter Aviation Holdings, на котором выступил лидер транспортного профсоюза Канады Базз Харгрув, отметивший создание новых рабочих мест и появление широких возможностей трудоустройства жителей региона. В тот же день TPA объявил о планах по улучшению инфраструктуры паромной переправы на благо новой авиакомпании, состоявшей в приобретении нового 150-местного пассажирского парома стоимостью 4,5 миллионов долларов США.
Противники планов расширения аэропорта, включая мэра Торонто Миллера, членов городского совета, местных общественных организацией и депутатов муниципального Совета Торонто Оливии Чоу и Джека Лейтона, выразили в средствах массовой информации серьёзную обеспокоенность тем, что коммерческая эксплуатация аэропорта одним авиаперевозчиком приведёт в конечном итоге к существенному увеличению шума и бесконтрольному загрязнению окружающей среды в Торонто.
Поднятые проблемы включали в себя и вопросы к обеспечению безопасности авиаперевозок аэропорта Билли Бишоп. Длина основной взлётно-посадочной полосы аэропорта составляла 1200 метров, что на 180 метров короче необходимого минимума для взлёта полностью загруженного самолёта Bombardier Dash-8 Q400. Авиахолдинг вышел из данной ситуации оригинальным образом, изменив конфигурации салонов своих лайнеров с 78 на 70 пассажирских мест. В настоящее время для пилотов самолётов, работающих на рейсах в аэропорт Билли Бишоп, существует целый ряд информационных ограничений таких, как предупреждения о мачтах морских судов, установленных по соседству с аэропортом ветровых двигателях и других. Траектория подхода лайнера к аэропорту Билли Бишоп сильно смещена от линии центра взлётно-посадочной полосы во избежание ряда проблем с высотными зданиями и трубами промышленных объектов, находящихся на пути захода самолётов на посадку.
В феврале 2006 года магистральная авиакомпания страны Air Canada в лице своего регионального партнёра Air Canada Jazz подала судебный иск в Высший суд Онтарио на сумму 11,5 миллионов долларов США против управляющей компании TPA, присовокупив затем в качестве соответчика по иску авиационный холдинг Porter Aviation Holdings. Истец утверждал, что TPA сознательно расторгла договор на обслуживание конкурирующей компании, заставив Air Canada Jazz уйти из аэропорта и тем самым создав все условия для образования монополии в аэропорту Билли Бишоп. Несколько позже авиакомпания подала аналогичный иск в Федеральный суд Канады. 20 октября 2009 года Air Canada Jazz официально отозвала иск из Высшего суда Онтарио, однако по заявлению топ-менеджеров компания планирует продолжить судебное преследование TPA и Porter Aviation Holdings в федеральном суде. Согласно информации руководства Air Canada Jazz, компания отозвала иск из суда провинции по причине того, что TPA фактически является транспортным агентством федерального уровня, аэропорт Торонто-Сити имени Билли Бишопа также является аэропортом федерального значения, поэтому и дело против него должно рассматриваться соответствующей инстанцией. Муниципальный и федеральный иски при этом различаются — в последнем случае не озвучена общая сумма ущерба авиакомпании. Авиационный холдинг Porter Aviation Holdings подал встречный иск, основывающийся на заявлении о партнёрских отношениях между Air Canada Jazz и магистралом Air Canada, условия которого создают неконкурентную среду для других авиакомпаний, при этом сумма поданного иска составляет 850 миллионов долларов США.
Первый регулярный пассажирский рейс Porter Airlines в Оттаву из аэропорта Билли Бишоп был выполнен 23 октября 2006 года. На первых порах регулярных полётов пассажиры авиакомпании постоянно блокировались пикетами на доках парома, митингующие призывали пассажиров бойкотировать все рейсы Porter Airlines. Несмотря на то, что пикеты впоследствии не организовывались, активисты противников действий авиахолдинга постоянно следят за его деятельностью посредством официально размещённой в аэропорту общественной организации Community Air, главной и единственной задачей которой является контроль всех сфер работы Porter Airlines и TPA. 12 сентября 2008 года официальный представитель TPA подтвердил на ежегодном отчёте в муниципалитете, что холдинг был оштрафован по заявлению Community Air за нарушение режима работы аэропорта, проявившемся в нескольких полётах самолётов позже 23 часов и возникших по утверждению общественных активистов неудобствах жителей близлежащих районов. В 2009 году TPA заказал работы по обследованию аэропорта, результатами которых должны стать меры по снижению уровня шума от взлётов и посадок воздушных судов в аэропорту.
В 2009 году TPA и Porter Aviation Holdings продолжили совместные работы в области расширения инфраструктуры аэропорта. В январе 2009 года TPA объявил о планах по приобретению новых, более вместительных пассажирских паромов «для поддержки планов авиакомпании по увеличению объёмов перевозок». При этом, по заявлению руководства TPA, стоимость модернизации паромов ляжет на пассажиров, путём включения в их билеты небольшого сбора. Решение по приобретению паромов за 5 миллионов долларов США было озвучено ещё в 2008 году генеральным директором Porter Aviation Holdings Робертом Делюсом и ознаменовалось очередным скандалом в Муниципальном Совете Торонто: управляющий директор TPA Колин Уотсон, имея в данном проекте собственный коммерческий интерес, с одной стороны пообещал Делюсу голосовать за предложенный проект, а на деле проголосовал против, причём результаты голосования распределились как 5 — «за» и 4 — «против». В июне 2009 года федеральный комиссар по этике Мария Доусон отстранила Уотсона от занимаемой должности.
На состоявшемся в сентябре 2009 году ежегодном отчёте TPA официальный представитель компании подтвердил три факта нарушения в течение года режима работы аэропорта, причинами которых стали посадки самолётов в аэропорту в ночное время (позже 23 часов). За каждое из этих нарушений авиакомпания была оштрафована на 5 тысяч долларов США. В одном из таких случаев выход расписания за пределы временны́х ограничений произошло по вине диспетчерской службы Международного аэропорта Торонто Пирсон, что впрочем не спасло авиакомпанию от штрафных санкций. Выступивший на городом отчёте генеральный директор Porter Airlines Роберт Делюс оправдывался следующим образом: «Вы знаете, сотни и сотни рейсов улетают и прилетают в аэропорт по расписанию и очень-очень-очень мало случаев, когда нарушаются временны́е ограничения. Случаются особые обстоятельства — и эти обстоятельства являются большой редкостью — приводящие к нарушению режима».

## Маршрутная сеть
По состоянию на 28 февраля 2010 года авиакомпания Porter Airlines выполняла регулярные пассажирские рейсы по следующим направлениям:
| Маршрутная сеть авиакомпании Porter Airlines | Маршрутная сеть авиакомпании Porter Airlines              | Маршрутная сеть авиакомпании Porter Airlines | Маршрутная сеть авиакомпании Porter Airlines | Маршрутная сеть авиакомпании Porter Airlines |
| -------------------------------------------- | --------------------------------------------------------- | -------------------------------------------- | -------------------------------------------- | -------------------------------------------- |
| Город                                        | Аэропорт                                                  | Примечания                                   |                                              |                                              |
| Канада                                       |                                                           |                                              |                                              |                                              |
| Галифакс                                     | Международный аэропорт Галифакс Стэнфилд                  | основной маршрут                             |                                              |                                              |
| Монктон                                      | Международный аэропорт Большой Монктон                    | с 25 июня 2010 года                          |                                              |                                              |
| Монреаль                                     | Международный аэропорт Монреаль имени Пьера Эллиота Трюдо |                                              |                                              |                                              |
| Мон-Тремблан                                 | Международный аэропорт Мон-Тремблан Ривьера-Руж           | сезонный                                     |                                              |                                              |
| Оттава                                       | Международный аэропорт Оттава Макдональд-Картье           | основной маршрут                             |                                              |                                              |
| Квебек                                       | Международный аэропорт Квебек-сити имени Жана Лесажа      |                                              |                                              |                                              |
| Сент-Джонс                                   | Международный аэропорт Сент-Джонс                         |                                              |                                              |                                              |
| Грейтер-Садбери                              | Аэропорт Большой Садбери                                  | с 31 марта 2010 года                         |                                              |                                              |
| Тандер-Бей                                   | Международный аэропорт Тандер-Бей                         |                                              |                                              |                                              |
| Торонто                                      | Аэропорт Торонто-Сити имени Билли Бишопа                  | хаб                                          |                                              |                                              |
| США                                          |                                                           |                                              |                                              |                                              |
| Бостон                                       | Международный аэропорт Логан                              |                                              |                                              |                                              |
| Чикаго                                       | Аэропорт Чикаго Мидуэй                                    |                                              |                                              |                                              |
| Миртл-Бич                                    | Международный аэропорт Миртл-Бич                          | сезонный                                     |                                              |                                              |
| Ньюарк                                       | Международный аэропорт Ньюарк Либерти                     |                                              |                                              |                                              |

Руководство авиакомпании Porter Airlines рассматривает возможность открытия регулярных рейсов из Торонто в Су-Сент-Мари, Тимминс и Уинсор в провинции Онтарио, Стефенвилл в провинции Ньюфаундленд и Лабрадор, а также в города Соединённых Штатов Америки Цинциннати, Кливленд, Детройт, Филадельфию и Вашингтон (округ Колумбия).

## Флот
По состоянию на 7 февраля 2010 года воздушный флот авиакомпании Porter Airlines составляли самолёты в одноклассной компоновке пассажирских салонов:
Первые 18 турбовинтовых самолётов Q400 были поставлены в 70-местной компоновке пассажирских салонов и по оценкам экспертов обошлись авиакомпании в сумму около 500 миллионов долларов США. В июне 2009 года Porter Airlines разместила заказ на два лайнера того же класса и в той же конфигурации салонов. 70-местная компоновка позволяет самолётам (рассчитанным на 78 пассажирских мест в оригинальной конфигурации) совершать взлёты с полной загрузкой с взлётно-посадочной полосы Аэропорта Торонто-Сити имени Билли Бишопа, длина которой на 180 метров короче необходимой по безопасности длине полосы для самолётов Q400 в оригинальном исполнении. Данная облегчённая конфигурация также позволяет лайнерам Porter Airlines использовать укороченную ВПП 11/29 Международного аэропорта Ньюарк Либерти. В декабре 2022 года были поставлены ныне основные самолёты в парке авиакомпании - Embraer E195-E2. К 2026 году флот расширится до 100 самолётов.

## Авиапроисшествия и несчастные случаи
- 21 апреля 2009 года. При посадке Q400 (регистрационный номер C-GLQD) в Международном аэропорту Оттава самолёт зацепил хвостом взлётно-посадочную полосу. О пострадавших не сообщалось, лайнер был отправлен в базовый порт Билли Бишоп на ремонтные работы инженеров компании Bombardier[32].
- 14 ноября 2009 года, рейс 243 Международный аэропорт Галифакс — Международный аэропорт Сент-Джонс. Через 45 минут после взлёта из аэропорта Галифакса командир корабля потерял сознание и второй пилот вернул самолёт обратно в аэропорт вылета. К моменту инцидента 39-летний КВС имел налёт более 7 тысяч часов. Рейс был выполнен позднее в тот же день другим экипажем[33].